# Сан-Пере, Санта-Катерина и Ла-Рибера

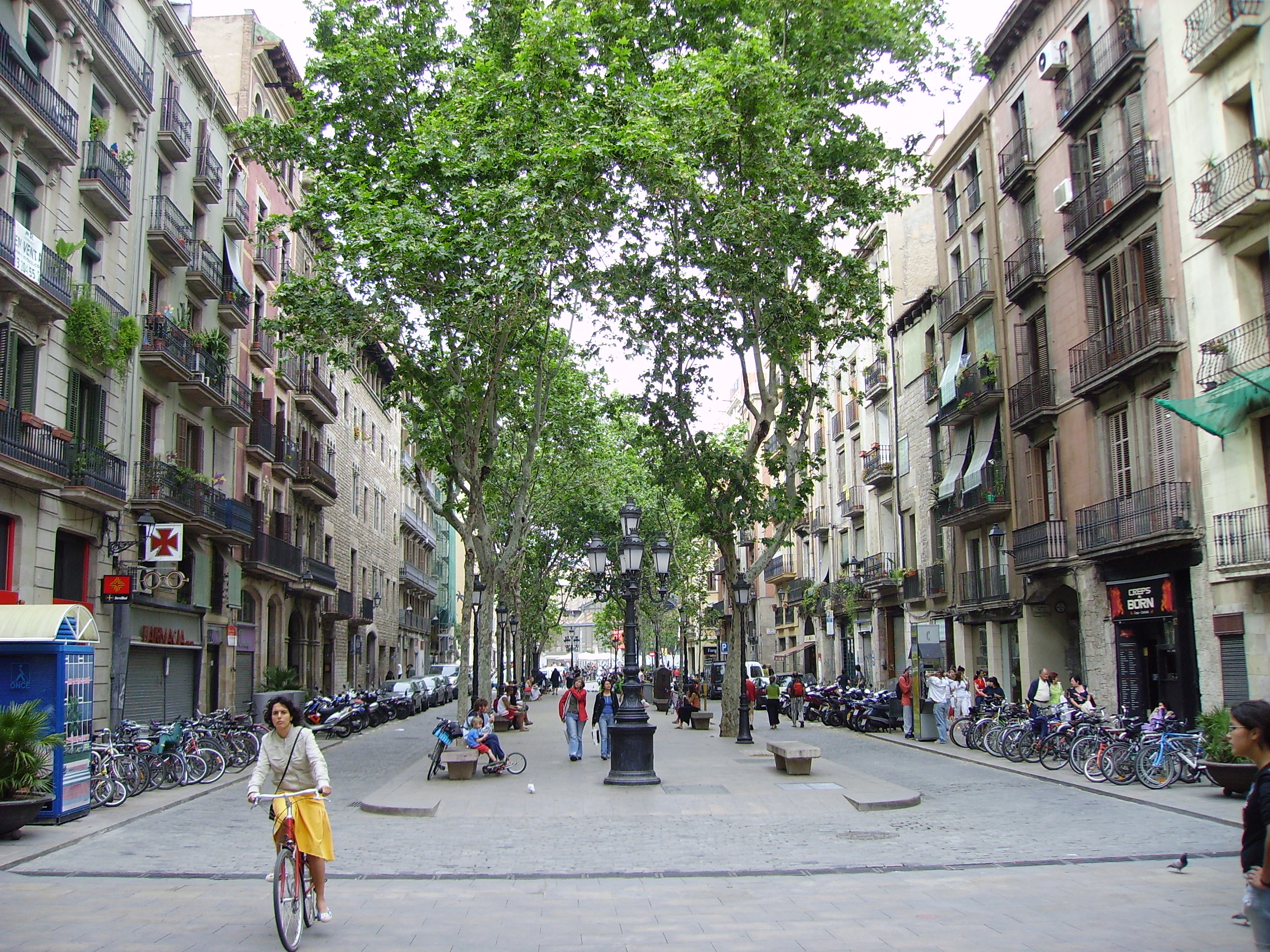
Бульвар Борн в квартале Ла Рибера

Сан-Пере, Санта-Катерина и Ла-Рибера (исп. Sant Pere, Santa Caterina i la Ribera, кат. Sant Pere, Santa Caterina i la Ribera) — административный подрайон (исп. barrio) под номером 4 района Старый город города Барселона, на начало 2016 года насчитывал 22 306 жителей. По периметру окружён средневековыми стенами Барселоны и граничит на севере с бульваром Луиса Компаниса и парком Сьютаделья, на юге — с улицей Виа Лайетана, на востоке — с подрайоном Барселонета, и на западе — с районом Эшампле. Таким образом, Сан-Пере, Санта-Катерина и Ла-Рибера граничит с Барселонетой, Готическим кварталом, Дрета де Л'Эшампле, Форт Пьенк и районом Сан Мартин.
Подрайон, в свою очередь, делится на три исторически сложившихся квартала:
Ла Рибера. Основные достопримечательности:
- Дворец XVIII века в готическом стиле Лонха де Мар[исп.]
- Мемориальный сквер Фоссар де лес Моререс[кат.]
- Французский вокзал
- Квартал Эль Борн с бульваром Борн[кат.]
- Готическая церковь XIV века Санта-Мария-дель-Мар
- Старый рынок Борн[кат.].

Санта-Катерина. Основные достопримечательности:
- Новый рынок Санта-Катерина[кат.]
- Особняк Палау Альос[кат.].

Сан-Пере. Основные достопримечательности:
- Дворец каталонской музыки
- Бенедиктинский монастырь Сан-Педро-де-Лас-Пуэйяс[кат.]
- Здание культурного центра Франсески Бонемасьон[кат.], в готическом стиле (XVI—XVII вв.).